# Barbara Island (Aleuten)
Barbara Island ist eine kleine unbewohnte Insel der Andreanof Islands, die zu den Aleuten 
gehören. Das 33 m hohe Eiland liegt in einer Bucht von Tanaga Island.